# Michele Serena
Michele Serena (Veneza, 10 de março de 1970) é um ex-futebolista e treinador de futebol italiano. Jogou no Mestre, Venezia, Juventus de Turim, Monza, Verona, Sampdoria, Fiorentina, Atlético de Madri, Parma e Inter de Milão. Desde 2009, treina o Mantova.